# Persquen
Persquen é uma comuna francesa na região administrativa da Bretanha, no departamento Morbihan. Estende-se por uma área de 19,95 km². Em 2010 a comuna tinha 357 habitantes (densidade: 17,9 hab./km²).